# 勝田詩織
勝田詩織（1987年9月14日—）是日本的女性聲優，福岡縣出身。血型B型。Aslead Company所屬。

## 人物
飾演於2010年6月10日發售的Wii用角色扮演遊戲《異度神劍》的梅莉亚·悠古一角為聲優出道作。

## 演出作品
※粗體字為主要角色。

### 電視動畫
- 哆啦A夢

2012年
- 樂高朋友～朋友閃閃發亮物語〜（女性）

2013年
- 樂高戰隊 動物戰士的傳說（克拉凱特王妃）

2014年
- 普通女高中生要做當地偶像

2015年
- 樂高旋風忍者：旋風術大師（凱樂）
- 城下町的蒲公英（櫻田輝[2]、女性教練）

2016年
- 三者三葉（貝露、體育教師、客B）

### 遊戲
2010年
- 異度神劍（梅莉亚）[3]

2011年
- 久遠之絆 再臨詔 全程配音版（常磐沙夜、泰子[4]）

2015年
- 異度神劍X（虛擬角色聲音〈大小姐〉[5]）
- Princess Maker（青年龍[6]）

2020年
- 异度神剑 终极版（梅莉亚）

2022年
- 异度神剑3（梅莉亚）

### 廣播劇CD
- 紫電改的真紀（風紀委員長[7]）※『チャンピオンRED』6月号特別付録
- 信長！（織田信長）

### 外語配音
- 媳婦的美好時代（潘美麗）
- KILL SPEED（靜子、過路人）
- 總舖師（詹小婉〈夏于喬〉）
- 2022大海嘯（辛蒂）

### 電子漫畫
- Magical☆Dreamers（露塔·哈爾吉翁）

## 外部連結
- 事務所公開簡歷PDF（日語）
- 個人BLOG （页面存档备份，存于）（日語）
- 勝田詩織的X（前Twitter）（日語）